# 蒂凱島
蒂凱島（Tikei、Tikai），又称马努岛（Manu）、蒂库岛（Tiku），是南太平洋法屬波利尼西亞的珊瑚島，屬於土阿莫土群島和喬治王群島的一部分，位於塔卡羅阿環礁東南68公里，由塔卡罗阿市镇管辖，長3.9公里、寬1.6公里，面積4平方公里，島上無人居住。1815年由奥托·冯·科策布发现。

## 外部連結
- Atoll names
- History
- & Descriptions of the Island
- Atoll list (in French) （页面存档备份，存于）

14°57′S 144°33′W / 14.950°S 144.550°W